# Bindermichl-Keferfeld
Bindermichl-Keferfeld ist ein Stadtteil in der oberösterreichischen Landeshauptstadt Linz.

## Geographie
Der Stadtteil Bindermichl-Keferfeld liegt südlich der Linzer Innenstadt. Begrenzt wird er im Westen von der Pyhrnbahn, die im Nordwesten in die Westbahn übergeht, im Osten von der Mühlkreis Autobahn und im Süden durch die Salzburger Straße.
Der Stadtteil Bindermichl-Keferfeld liegt großteils in der Katastralgemeinde Waldegg, der südliche Teil in der Katastralgemeinde Kleinmünchen.

## Geschichte
Im Jahr 2014 wurde der Linzer statistische Bezirk Bindermichl-Keferfeld aus den vormaligen statistischen Bezirken Bindermichl, Keferfeld und Bergern gebildet. Namensgeber für den Stadtteil sind das ehemalige Bauerngut Bindermichl und der Flurname Keferfeld.

## Sehenswürdigkeiten
- Pfarrkirche St. Michael
- Pfarrkirche St. Theresia

## Einrichtungen
- Der 8,13 ha große Landschaftspark Bindermichl-Spallerhof verbindet seit 2007 über dem 1 km langen Autobahntunnel die Stadtteile Bindermichl und Spallerhof.
- Dr.-Ernst-Koref-Schule
- Volkshaus Bindermichl
- Volkshaus Keferfeld-Oed
- Wellnessoase Hummelhof, Freibad und Hallenbad